# Theodor Liesenklas
Theodor Liesenklas (* 22. September 1917 in Kirchhellen; † 15. März 1999) war ein deutscher Unternehmer, Kommunalpolitiker und ehrenamtlicher Landrat (CDU).

## Leben und Beruf
Nach dem Schulbesuch studierte er Wirtschaftswissenschaften an der Universität Münster und der TH München. 1941 legte er das Staatsexamen als Diplom-Kaufmann ab. Liesenklas war Mitinhaber eines Sägewerks, einer Holzhandlung sowie eines landwirtschaftlichen Betriebes.
Er war verheiratet und hatte zwei Kinder.

## Abgeordneter
Dem Kreistag des Kreises Recklinghausen gehörte er vom 13. Oktober 1946 bis zum 31. Dezember 1974 (Gebietsreform) an. Außerdem war er ab 1946 Mitglied im Gemeinderat der Gemeinde Kirchhellen.
Von 1969 bis 1975 war er Mitglied der Landschaftsversammlung des Landschaftsverbandes Westfalen-Lippe.

## Öffentliche Ämter
Vom 10. April 1961 bis zum 29. Juni 1964 war er Landrat des Kreises Recklinghausen.
Liesenklas war in verschiedenen Gremien des Landkreistages Nordrhein-Westfalen tätig.

## Sonstiges
Liesenklas spielte in seiner Freizeit Klavier und Tennis.